# شركة دجاج اليوم
دجاج اليوم هي شركة سعودية خاصة بإنتاج الدجاج والبيض.

## استحواذ شركة المراعي على الشركة
استحوذت شركة المراعي على هادكو في عام 2009 وفي عام 2010 تم تغيير اسم الشركة إلى شركة دجاج اليوم.